# Lapithes

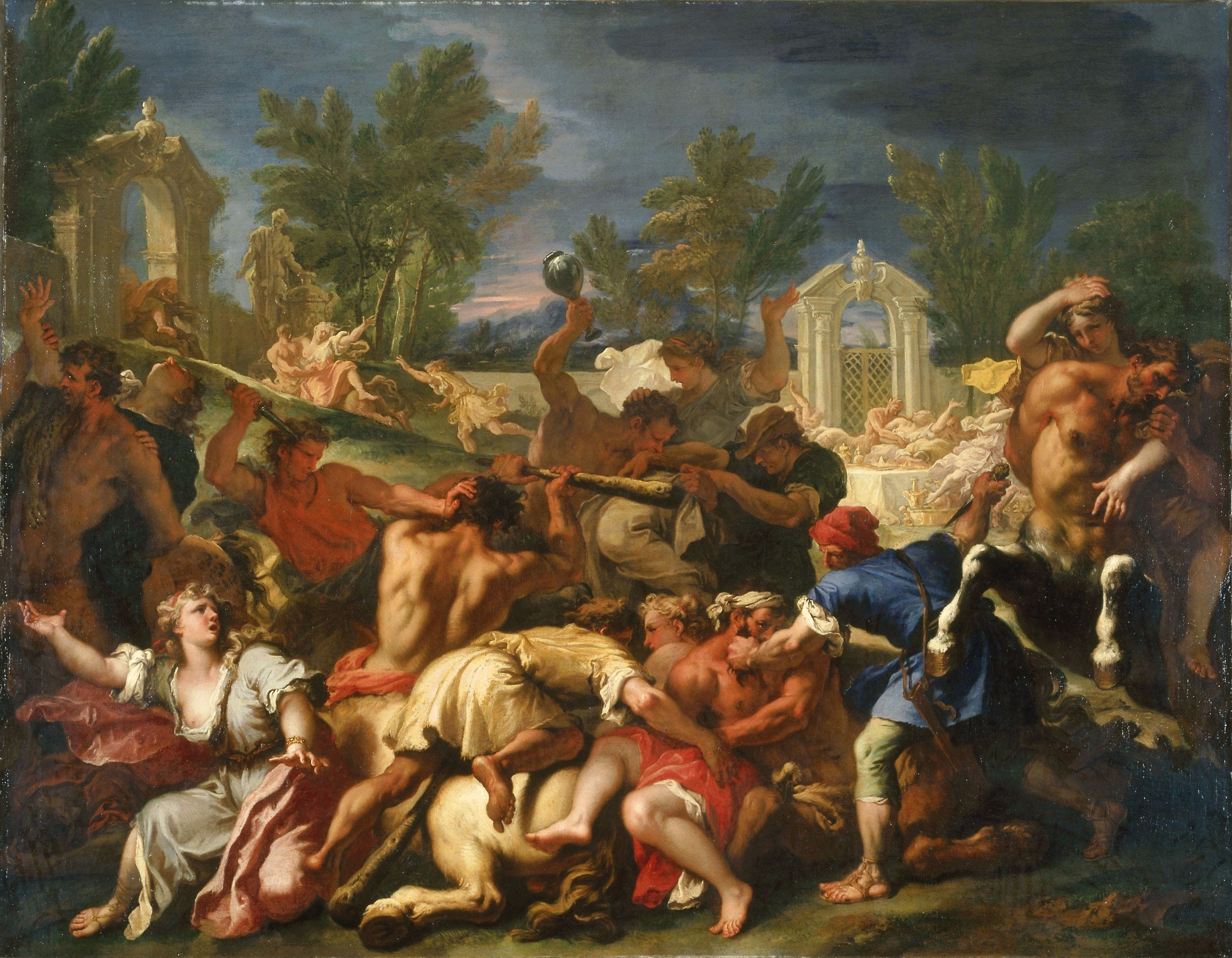
La Bataille des Lapithes et des Centaures
Sebastiano Ricci, 1705-1710
High Museum of Art, Atlanta

Dans la mythologie grecque, la tribu des Lapithes (en grec ancien Λαπίθαι / Lapíthai) habitait le nord de la Thessalie, établie entre la Phthiotide, le mont Olympe, le Pinde et la Perrhèbie.

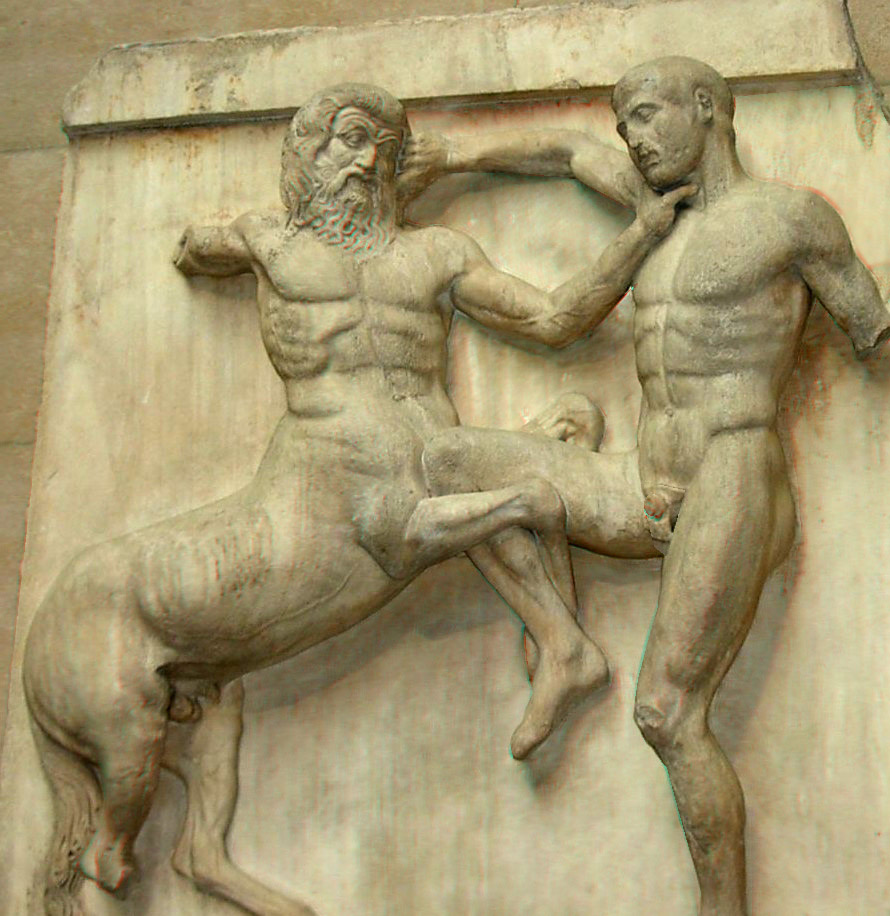
Centaure combattant un Lapithe, métope du Parthénon, British Museum.

Leur nom viendrait de Lapithès, fils d'Apollon et demi-frère de Centauros, éponyme fondateur du peuple des Centaures. Le nom de Centaure, ou plutôt l'épithète centauros, était donné à ceux des Lapithes qui pouvaient s'offrir l'entretien d'un cheval, et s'adonner à la chasse aux taureaux. Les Centaures sont donc initialement une classe de nobles lapithes : ils n'avaient pas de roi, contrairement à l'autre peuple. La nation lapithe trouve son origine chez les Pélasges, qui auraient fondé la colonie d'où serait issue la nation lapithe. Selon Paul Decharme, du fait de leur fin funeste, les Lapithes étaient des génies destructeurs à l'origine, avant de se muer en guerrier vaillants et forts. 
L'un de leurs rois fut Pirithoos, fils et successeur du roi Ixion, demi-frère des centaures, qui refusa de donner leur part d'héritage aux centaures : une guerre s'ensuivit. Lors des noces entre Pirithoos et Hippodamie (nom qui rappelle d'ailleurs l'aspect chevalin des Centaures), le roi Pirithoos invita son parent le centaure Eurytion. Ce dernier devint rapidement soûl durant les festivités, et tenta d'abuser de la femme du roi des Lapithes. Les Lapithes le chassèrent du palais après lui avoir coupé les oreilles et le nez. Voulant se venger, les Centaures s'arment de pierres énormes et de pins gigantesques et attaquent le banquet. Pirithoos, aidé du héros Thésée, rassemble ses hommes, reprend l'avantage et massacre les Centaures. 
Après le drame des noces de Pirithoos, les Lapithes, en punition pour le massacre des centaures, furent condamnés à subir un châtiment au Tartare. Selon Apollodore, ils étaient roués ou démembrés éternellement, selon une autre version, ils subissaient le même supplice que Tantale.

## Source
- Ovide, Métamorphoses [détail des éditions] [lire en ligne]
- Homère, Iliade [détail des éditions] [lire en ligne] (XII, 127-194).
- Ovide, Bernard Salomon, La Métamorphose d'Ovide illustrée, 1564, (p. 149).
- Ovide, Isaac de Benserade, Métamorphoses d'Ovide en rondeaux, illustration Sébastien Leclerc, 1676 (p. 374).
- Paul Decharme, Mythologie de la Grèce Antique, Paris, Garnier Frères, 1879.

## Galerie

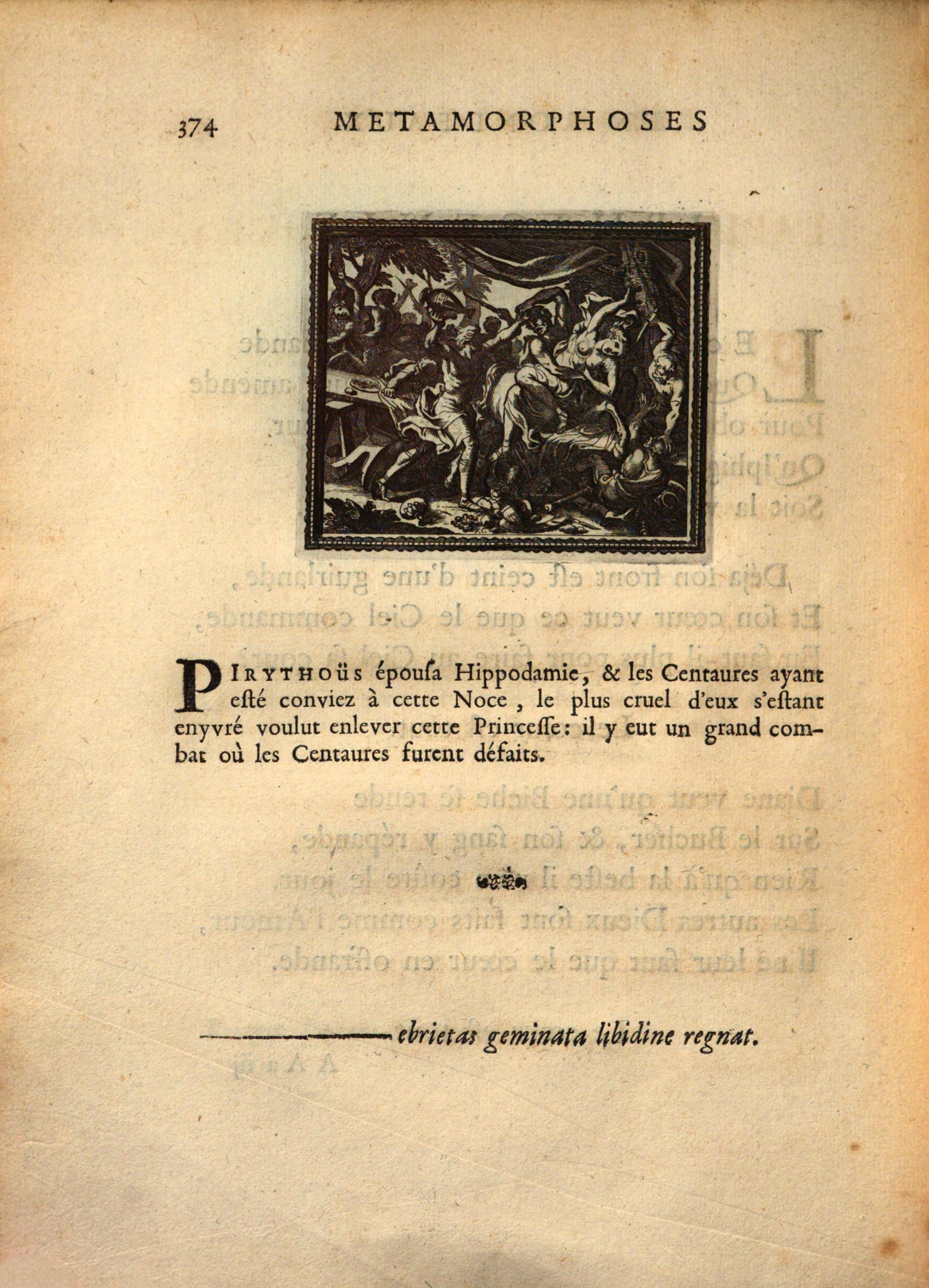
Estampe du combat entre les Centaures et les Lapithes, Isaac de Benserade, illustration Sébastien Leclerc, 1676, Académie de Lyon, Bibliothèque municipale de Lyon.

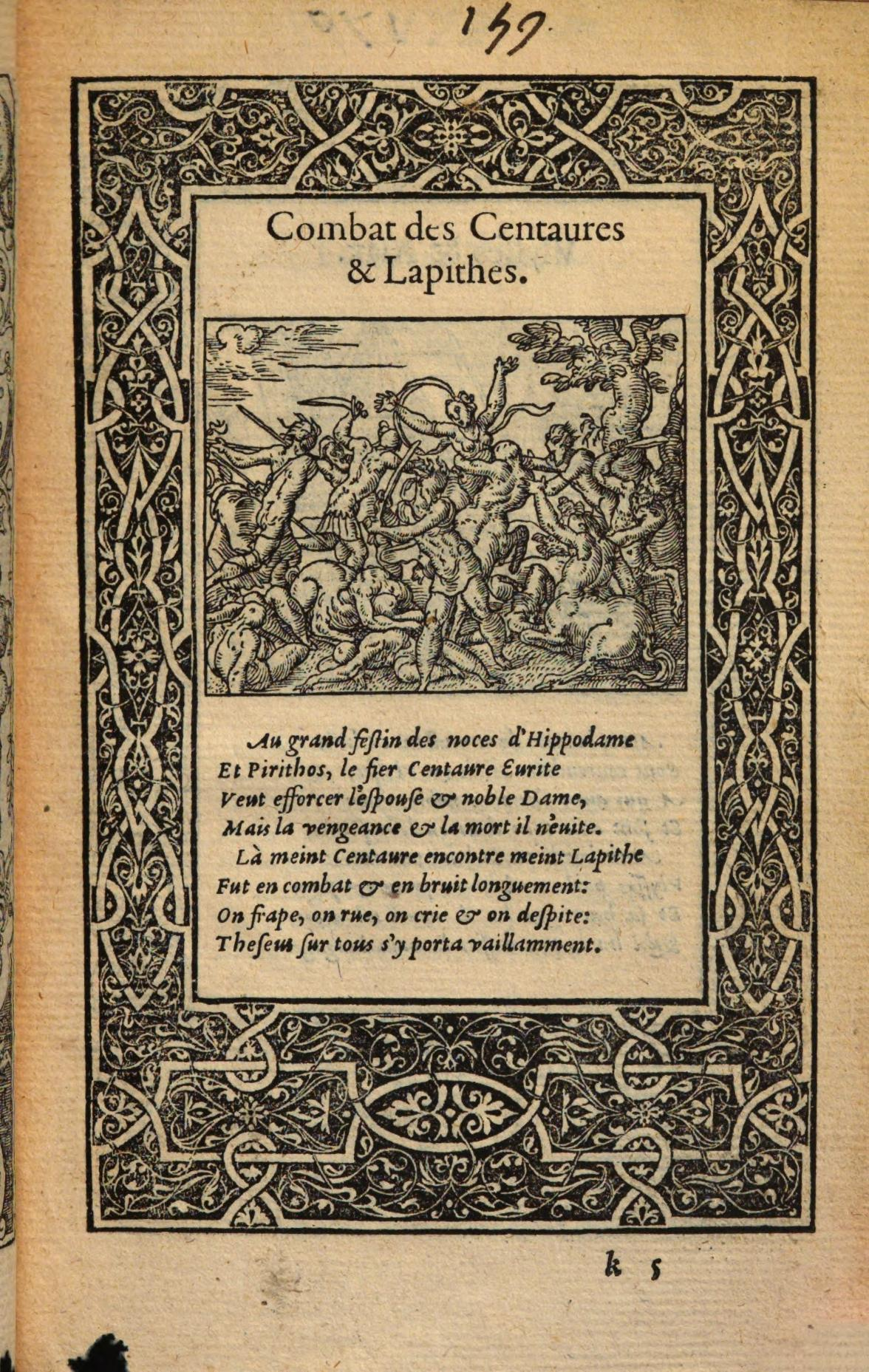
Estampe du combat entre les Centaures et les Lapithes, Bernard Salomon, 1564, Académie de Lyon, Bibliothèque Municipale de Lyon.